# Фонова інформація
Бекграунд (від англ. background — «тло, задній план») — це термін, який вживається для позначення фонової інформації, що надає додатковий контекст або пояснення щодо певної події, поняття або особистості, згадуваної у сьогоднішньому випуску новин, статті чи іншому повідомленні.

## Походження терміна
Термін background походить з англійської мови, де дослівно означає «тло» або «задній план». Спочатку він вживався в художній сфері для опису фону зображень, який доповнює основний сюжет або об'єкти на передньому плані. Згодом значення слова розширилося й почало застосовуватися в інформаційному просторі, зокрема в медіа та журналістиці. У цьому контексті «бекграунд» означає додаткову інформацію, що допомагає глядачам або читачам краще зрозуміти поточну подію, враховуючи її історичне чи соціальне тло.

## Використання в журналістиці
У журналістиці «бекграунд» — це важлива частина матеріалу, яка надає необхідний контекст для кращого розуміння основної теми або новини. Наприклад, перед висвітленням поточних подій або інтерв'ю з певною особою, журналіст може надати фонову інформацію про попередні події, дії чи заяви, пов'язані з темою обговорення. Це дозволяє аудиторії отримати більш повне уявлення про ситуацію та зрозуміти, як сьогоднішні події пов'язані з минулим.

## Види бекграунду
- Історичний бекграунд — інформація, яка надає історичний контекст події, що розглядається.
- Особистісний бекграунд — біографічні дані або інші відомості про особу, яка є головним героєм сюжету.
- Соціально-економічний бекграунд — аналіз соціальних або економічних умов, які впливають на подію чи проблему.

## Значення для аудиторії
Надання бекграунду робить новини зрозумілішими та глибшими, дозволяючи аудиторії сприймати інформацію не лише як факт, а й у ширшому контексті. Це допомагає уникнути однобічного сприйняття, сприяє формуванню критичного мислення та підвищує рівень обізнаності про причини й наслідки подій.

## Використання в інших сферах
Крім медіа та журналістики, термін «бекграунд» активно використовується в науці, освіті, мистецтві та інших сферах, де необхідне надання додаткового пояснення або контексту для глибшого розуміння основного питання.

## Цікаві факти
- Значення терміна розширювалося разом із розвитком засобів масової інформації.
- Бекграунд допомагає уникнути непорозумінь і забезпечує повніше охоплення теми для широкої аудиторії.
- Термін «бекграунд» став невід'ємною частиною сучасної інформаційної та комунікаційної сфери.